# Smírčí kříž

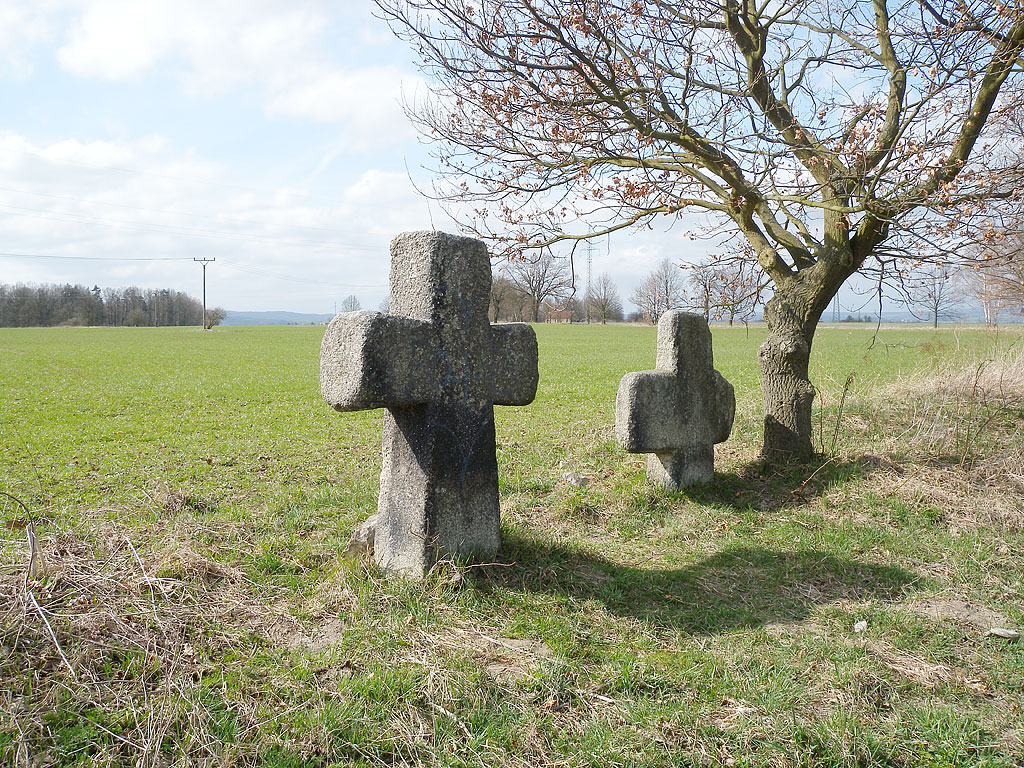
Dvojice smírčích křížů u Milhostova na Chebsku

Smírčí kříž je kamenný kříž postavený nejčastěji na místě, kde se stal hrdelní zločin nebo neštěstí.

## Využití
Ve středověku bylo možno při trestání provinilců uplatnit systém tzv. smírčího práva, kdy byl provinilci uložen nějaký úkol, kterým odčinil svůj zločin. Takovým úkolem kromě vyrovnání s postiženou rodinou mohlo být i vytesání a vztyčení kamenného kříže na místě, kde byl zločin spáchán.
Podobným symbolem je křížový kámen, což je kříž vytesaný do kamene a nemá tudíž klasický „křížový" obrys.
Soudnictví ve středověké západní Evropě vycházelo z křesťanského kanonického práva založeného na hodnotách duchovních, svědomí a rozumu. Život na naší zemi nám daroval Bůh. A lidský život byl chápán jako nejvyšší hodnota. Pro spásu lidí, jejich vykoupení od hříchu Ježíš Kristus zemřel na kříži. Vraždou, usmrcením člověka pohrdl jedinec Kristovou výkupnou obětí a darem stvoření. Toto jednání si vůči živoucímu Bohu žádalo usmíření – potvrdit, že si křesťané váží Vykupitelova kříže. A tak vedle odškodnění pozůstalých byli pachatelé zločinu odsuzováni ke stavbě smírčích křížů.
Křížové kameny byly stavěny také jako upomínka na pohromy, například morové epidemie.

## Výzkum na území Česka
V roce 1997 byl vydán soupis (citován jako katalog) všech dosud nalezených smírčích křížů na území Česka. Katalog sestavilo muzeum v Aši a na něj navázaná Společnost pro výzkum kamenných křížů. Autoři vycházeli z desítek písemných podkladů od roku 1884. Katalog je tříděn po okresech a nalezené kříže byly očíslovány a popsány. Společnost později vydala novelizace, protože kříže byly a jsou dále nacházeny. V roce 2003 měla společnost zmapováno ve své centrální evidenci 3893 kamenných křížů na území celé České republiky.
Jinou aktivitu vyvinul Klub českých turistů – odbor Dvůr Králové nad Labem, který po roce 2000 vydal sérii zhruba 20 záznamníků tematických turistických odznaků (TTO) motivující turisty k jejich vyhledávání a zakreslení současného stavu. V brožurkách je použit systém očíslovaných křížů z výše uvedeného katalogu a dodány jejich souřadnice.

## Ukázky kamenů

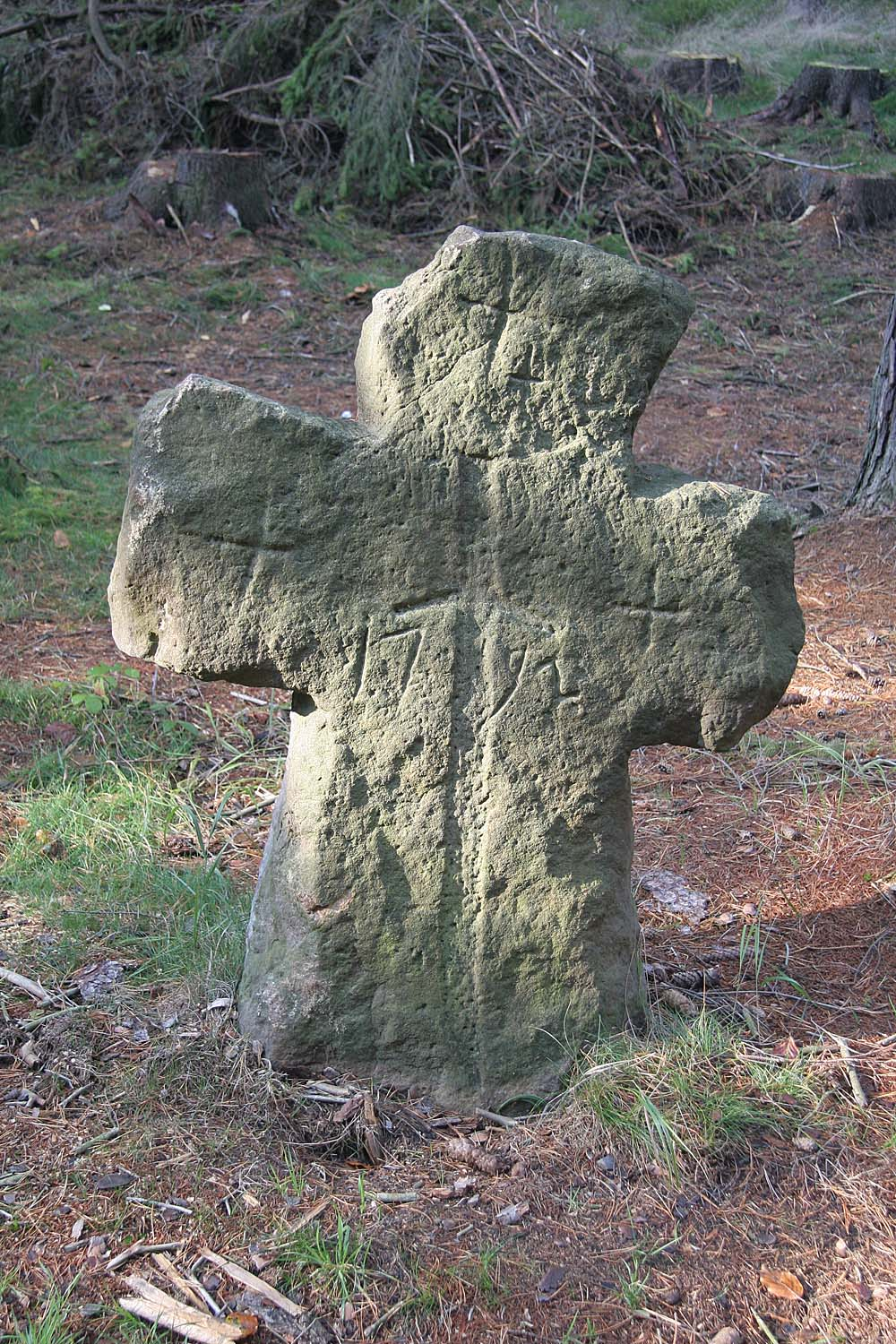
Smírčí kříž u silnice z Růžové do Nové Olešky
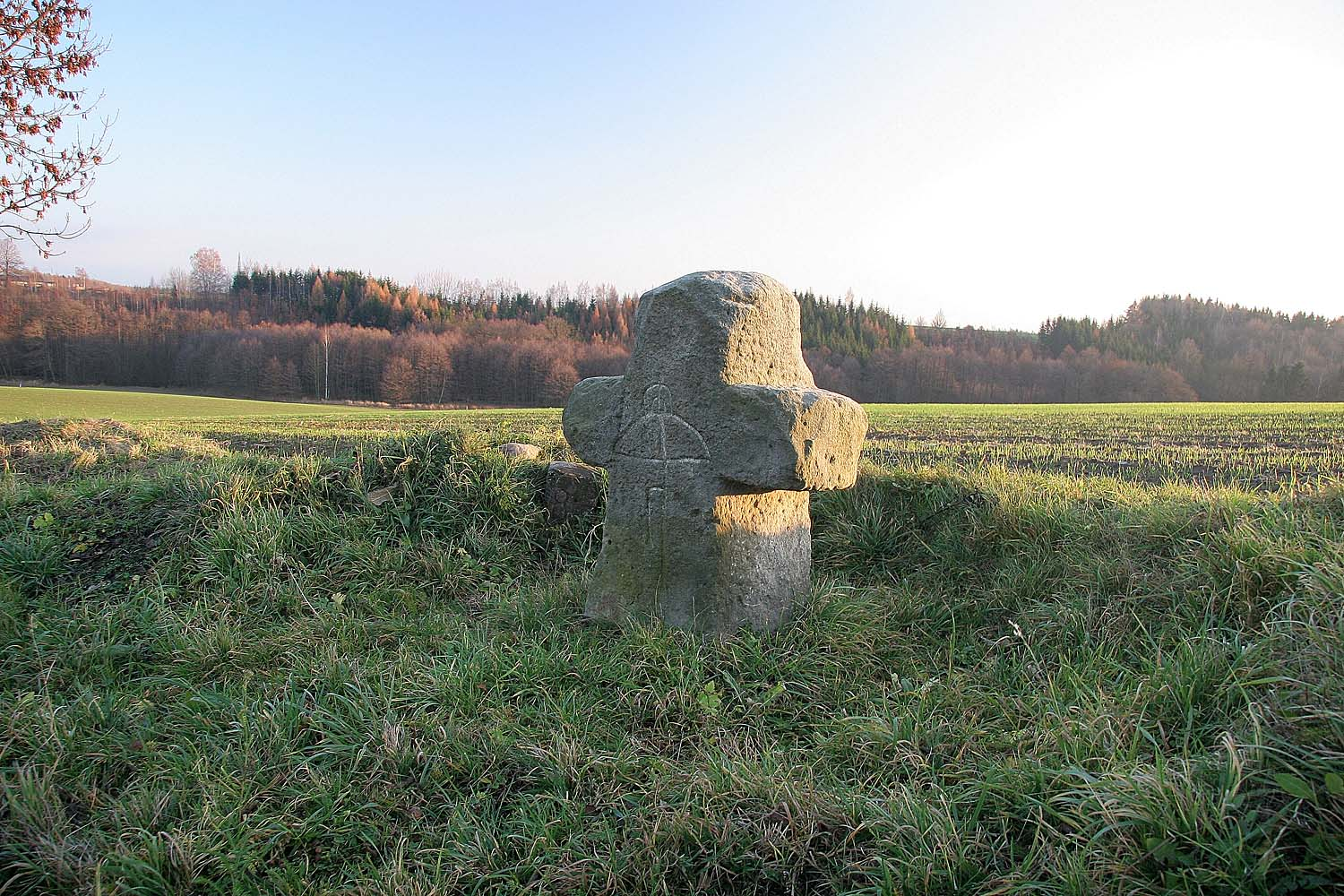
Smírčí kříž s rytinou kuše u silnice z Brzic do Hořiček
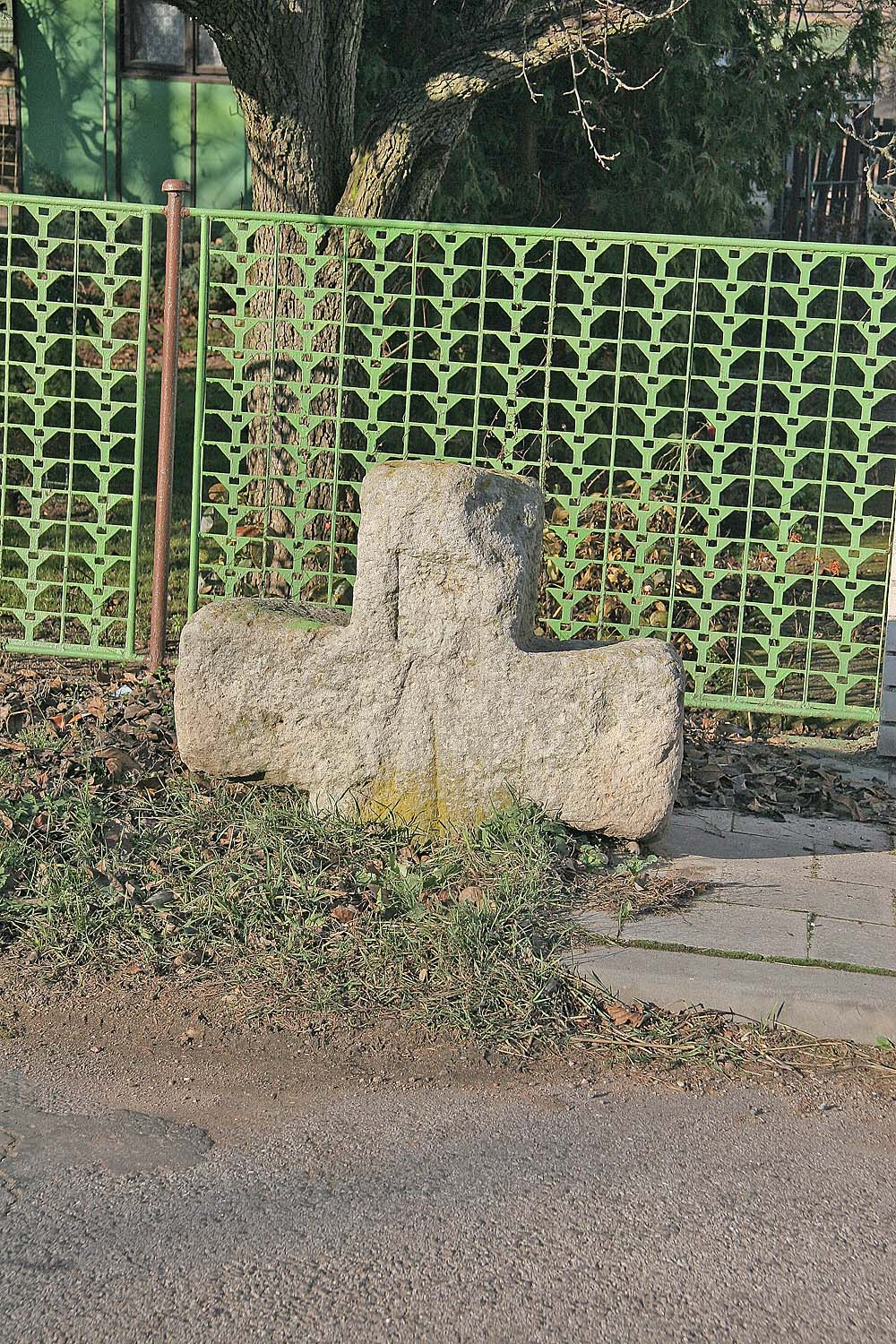
Smírčí kříž v obci Hubíles
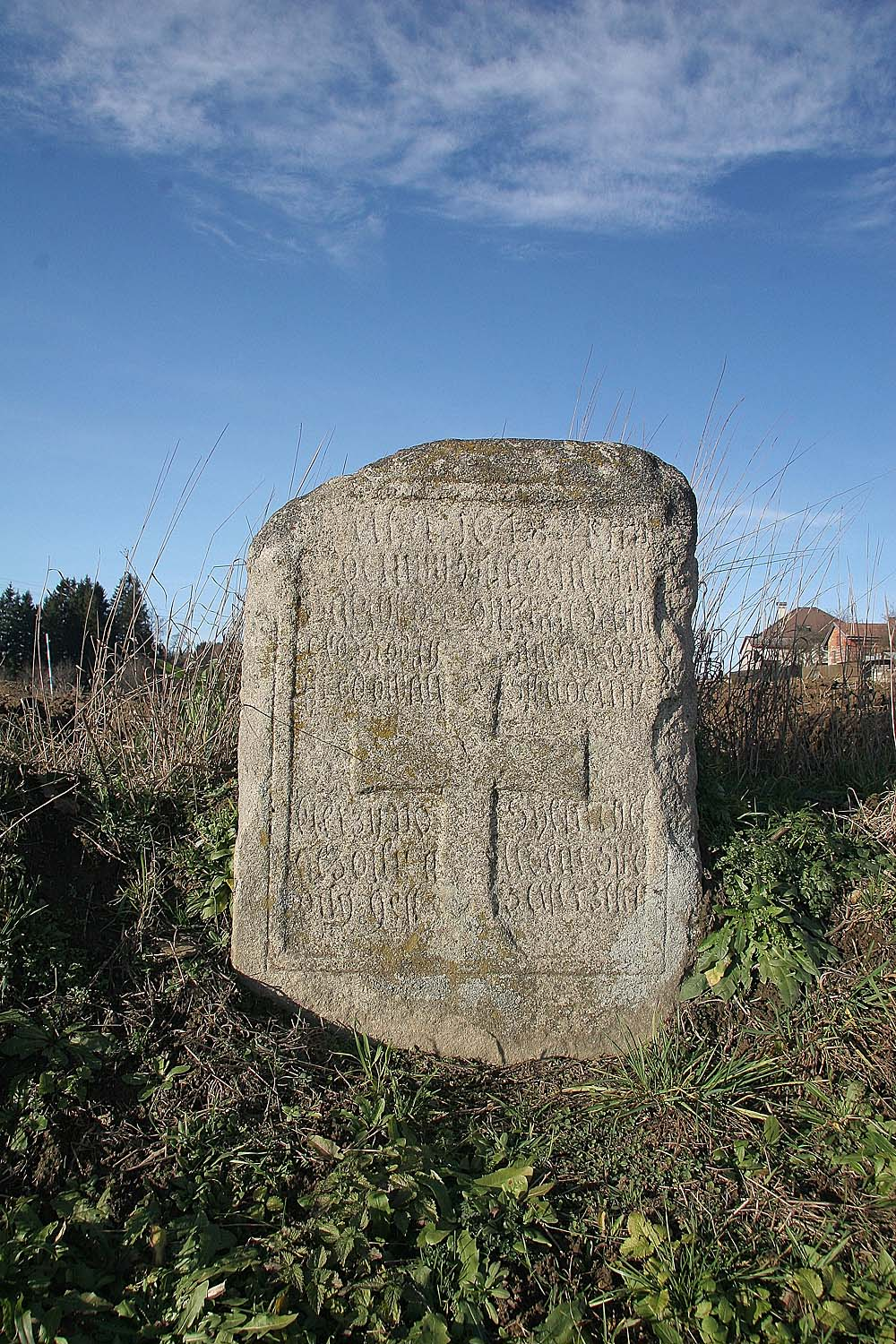
Křížový kámen u silnice z Rozsochatce do Havlíčkova Brodu na místě vraždy z roku 1648
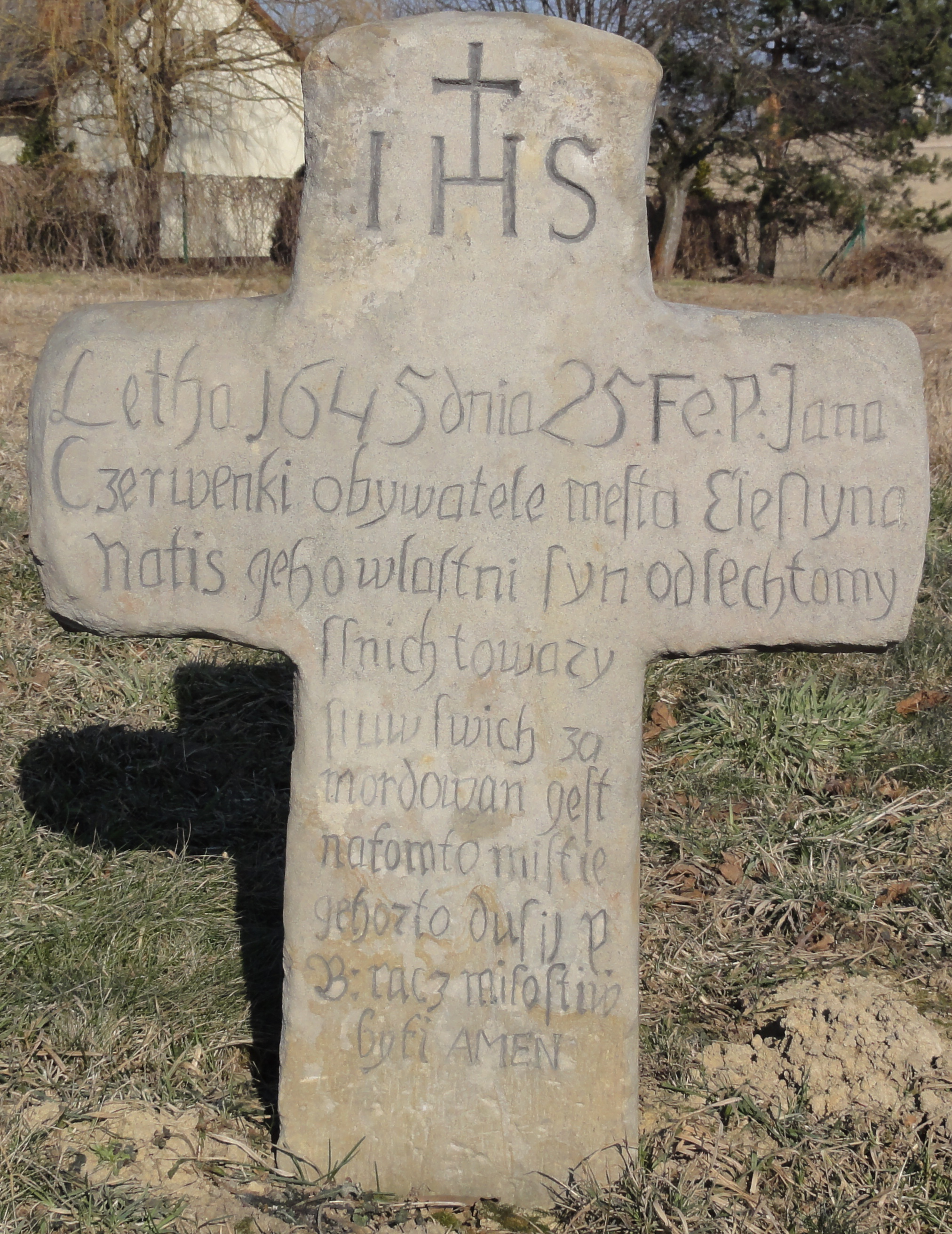
Smírčí kříž v Pruchné (polská část Těšínska)
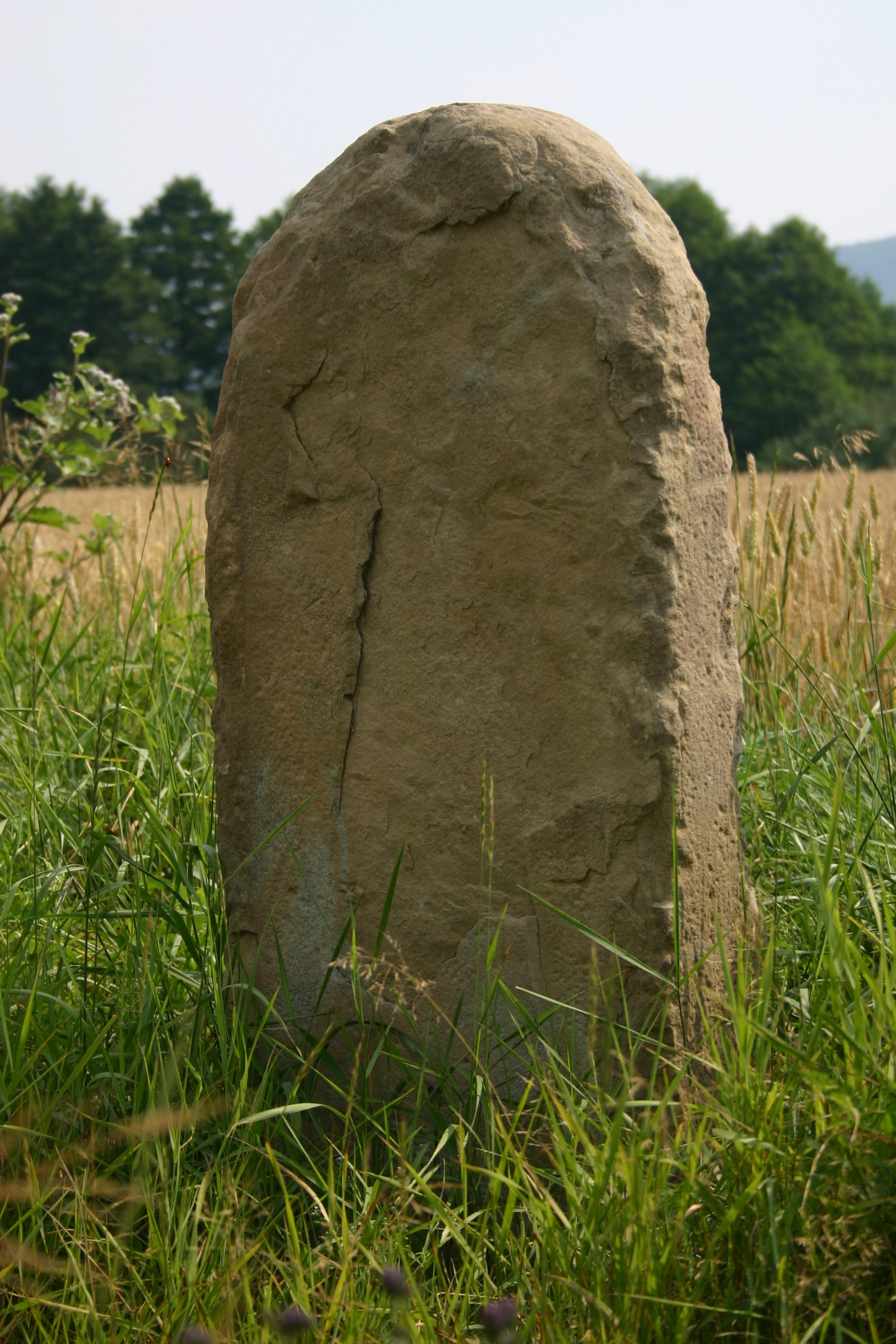
Křížový kámen u Veverské Bítýšky
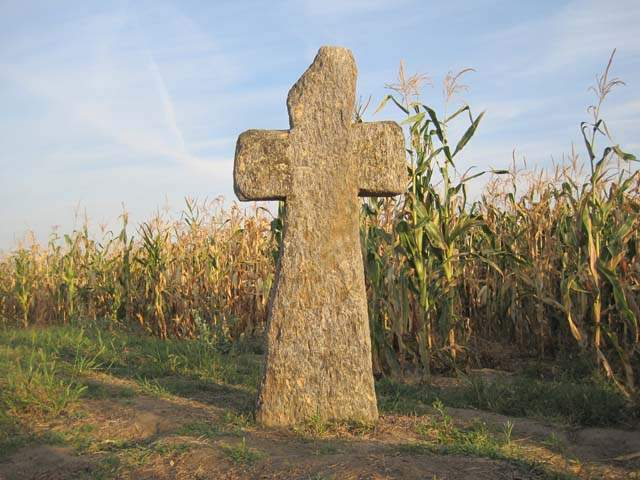
Jediný smírčí kříž na území Maďarska – Magyarcsanád
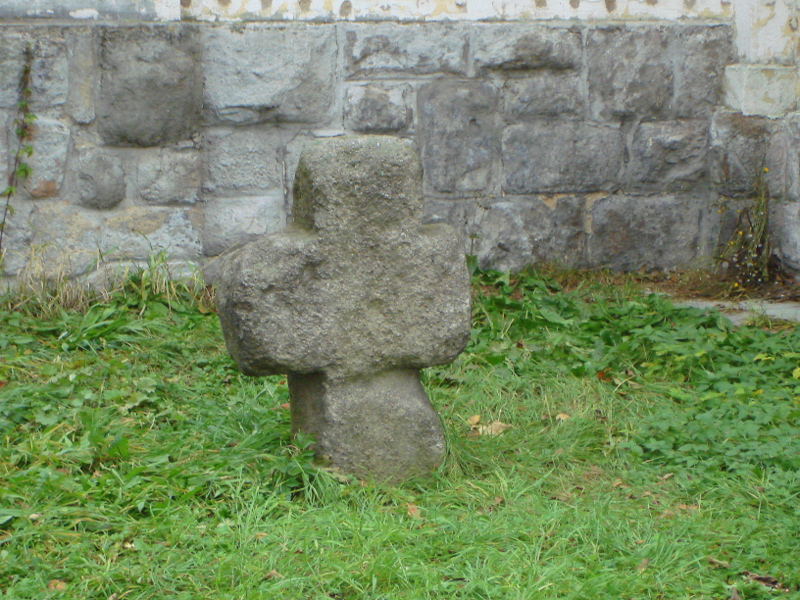
Královec, smírčí kříž